# Surto em Eluru
No início de dezembro de 2020, uma doença idiopática eclodiu em Eluru, uma cidade localizada no sul indiano estado de Andra Pradexe. O primeiro caso foi relatado no sábado, 5 de dezembro de 2020, com centenas de pessoas adoecendo no fim de semana e uma pessoa morrendo.
Y. S. Jaganmohan Reddy, o atual ministro-chefe de Andra Pradexe, tem enfrentado fortes críticas da oposição por sua falha percebida em prevenir o surto negligenciando o saneamento de água na área. Centenas de crianças foram infectadas pela doença.

## História
O primeiro caso foi registrado na noite de 5 de dezembro. No dia seguinte, mais algumas centenas de pessoas foram admitidas no hospital com sintomas semelhantes. A única morte relatada foi um homem de 45 anos que relatou sintomas semelhantes, mas morreu de uma parada cardíaca não relacionada em 5 de dezembro. A doença foi originalmente encontrada na área de One Town antes de se espalhar para outras partes da cidade, bem como para a área de Eluru (rural) e a vila de Denduluru. A maioria dos pacientes foi internada no hospital governamental de Eluru, mas alguns que precisavam de melhores cuidados foram enviados para instituições em Vijayawada e Guntur.
Amostras de pacientes e da água local foram coletadas no mesmo dia para determinar a causa do surto. No entanto, os testes não detectaram nenhuma poluição da água ou infecções por vírus conhecidas (incluindo COVID-19) após a análise. O Departamento de Saúde de Andra Pradexe informou que "o teste de sangue inicial não encontrou nenhuma evidência de infecção viral".
Amostras de sangue também foram testadas para infecções bacterianas, como meningite, e anticorpos. Vírus como SARS-CoV-2, encefalite japonesa, dengue, chicungunha, hepatite e raiva foram descartados como a causa, assim como a contaminação da água, uma vez que "pessoas não ligadas ao abastecimento municipal de água [também] adoeceram", e poluição do ar.
Especialistas de várias instituições médicas e científicas indianas em todo o mundo, como o All India Institutes of Medical Sciences, a Organização Mundial da Saúde, o Conselho Indiano de Pesquisa Médica, o Instituto Nacional de Nutrição, o Centro de Biologia Celular e Molecular e o Instituto Indiano de Tecnologia Química foi enviado para avaliar a situação e analisar as amostras. Exames de sangue e tomografias computadorizadas não foram capazes de estabelecer a causa ou origem da doença e os exames de fluido espinhal "revelaram-se normais". Os resultados laboratoriais preliminares sugeriram que as substâncias organocloradas podem ser a causa.
Até 7 de dezembro de 2020, a doença foi considerada não contagiosa. O partido de oposição Telugu Desam pediu um inquérito completo, alegando que a propagação da doença foi causada por contaminação. Durante a pandemia de COVID-19, o estado de Andra Pradexe foi uma das áreas mais atingidas na Índia, com mais de oitocentos mil casos cumulativos no momento em que a doença apareceu inicialmente.
Na noite de segunda-feira, 7 de dezembro, mais de quatrocentas pessoas haviam contraído a doença. Embora a doença afete todas as faixas etárias, mais de trezentos dos infectados são crianças. Embora os sintomas tenham sido relatados como "os mesmos em todos os grupos de idade e sexo", a maioria está na faixa etária de 20 a 30 anos.

## Sintomas
Os sintomas relatados incluem dor de cabeça, vômito, tontura, convulsões, crises epiléticas, náuseas, ansiedade, perda de consciência e outros sintomas neurológicos, que foram descritos como semelhantes à epilepsia. Os indivíduos que relataram ter a doença, principalmente crianças, relataram início súbito de vômitos após reclamar de queimadura nos olhos.

## Respostas e reações
Chandrababu Naidu, o líder do partido de oposição Telugu Desam do estado, culpou o governo liderado pelo ministro-chefe Y. S. Jaganmohan Reddy pelo surto, alegando que não havia tomado medidas para descontaminar a água potável local.
A ministra estadual da saúde, Alla Kali Krishna Srinivas, relatou que “todos os pacientes estão fora de perigo. Dos cerca de 300 afetados, cerca de 125 receberam alta no domingo à noite". O número total relatado de infectados aumentou para 450 e a alta para 200 em 7 de dezembro.
Em 7 de dezembro, o governo anunciou que havia iniciado "uma pesquisa porta a porta". No mesmo dia, CM Reddy visitou os pacientes em Eluru e deu instruções aos seus ministros sobre o cuidado e supervisão do paciente, notavelmente ordenando que os pacientes que receberam alta fossem observados por um mês depois. O governo central anunciou que uma equipe de três pessoas seria enviada a Eluru em 9 de dezembro para sondar a situação.

## Possíveis causas
Em 7 de dezembro de 2020, as autoridades de saúde indianas declararam não oficialmente "Em geral, sim, mas estamos aguardando o relatório do laboratório [para confirmação]" quando questionadas sobre o organoclorado ser o agente desencadeador da doença. Compostos organoclorados são pesticidas usados na agricultura e no controle de mosquitos, alguns dos quais sendo de grande preocupação ambiental.